# Nangli
Nangli är en ort i Indien.   Den ligger i distriktet Kolar och delstaten Karnataka, i den södra delen av landet, 1 700 km söder om huvudstaden New Delhi. Nangli ligger 738 meter över havet och antalet invånare är 5 973.
Terrängen runt Nangli är platt. Runt Nangli är det tätbefolkat, med 276 invånare per kvadratkilometer. Närmaste större samhälle är Mulbāgal, 13,9 km väster om Nangli. Trakten runt Nangli består till största delen av jordbruksmark.